# Heinrich IV. (Ortenburg)

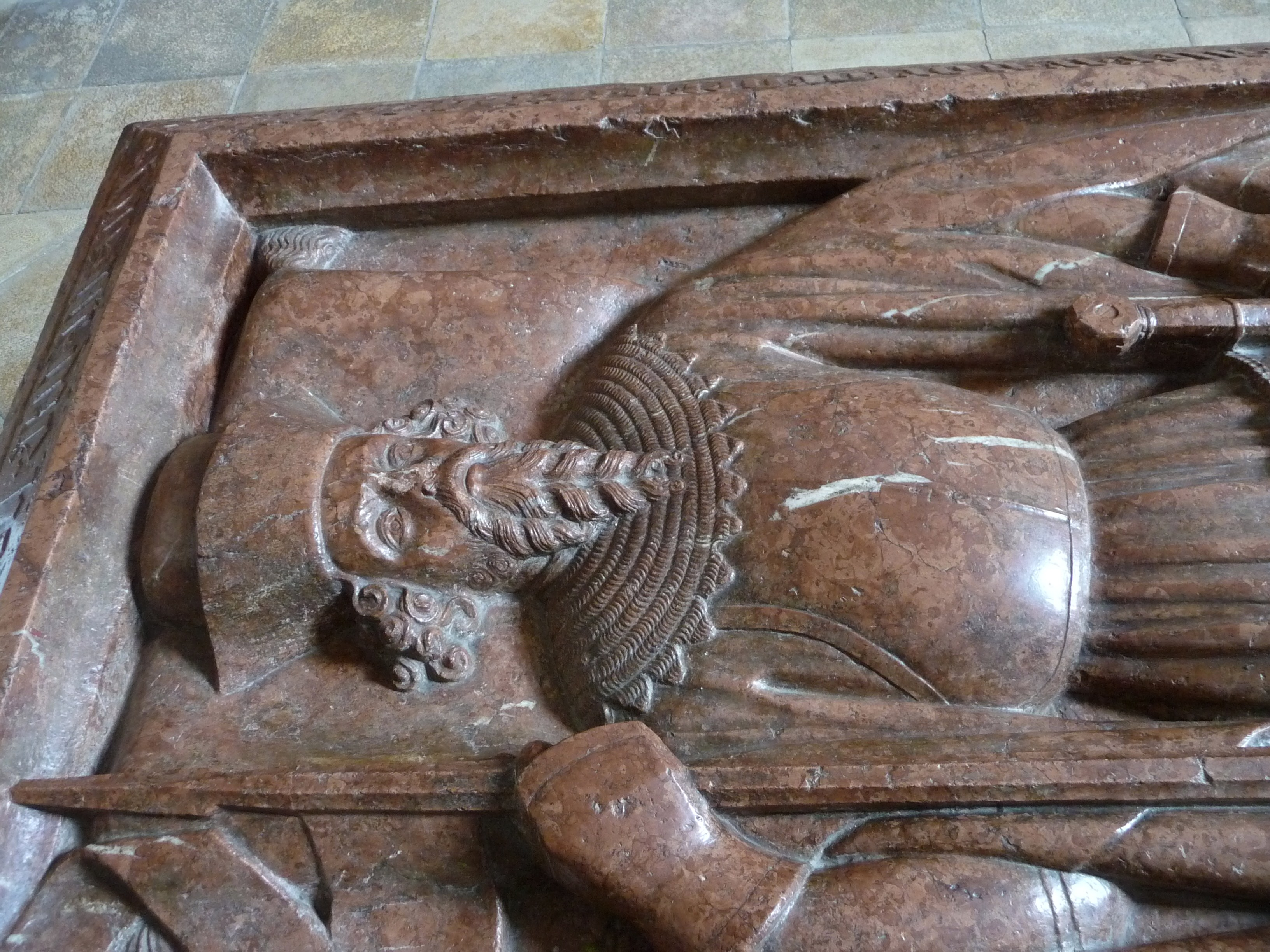
Bildnis Heinrichs IV. auf der Deckplatte seiner Tumba in der Ortenburgkapelle, welche wohl erst um 1430 entstand.

Heinrich IV. (* 14. Jahrhundert; † 8. April 1395) war Sohn des Grafen Heinrich III. von Ortenburg und Sophie von Henneberg. Als deren einziges Kind, gilt er als Stammhalter des bayerischen Adelsgeschlechts der Ortenburger. Nach dem Tode seines Vaters wurde er 1345 amtierender Graf von Ortenburg.

## Leben und Wirken
Heinrich IV. tritt erstmals urkundlich im Jahre 1340 zusammen mit seinem Vater auf. Zur Unterscheidung wird er als Heinrich der Jüngere bezeichnet.
Graf Heinrich IV. scheint die guten Beziehungen zu den Nachbarn der Grafschaft weiter gepflegt zu haben, so ist er im Jahre 1369 Zeuge beim Friedensvertrag von Schärding, indem Herzog Stefan der Ältere von Niederbayern, Herzog Albrecht I. von Bayern-Straubing-Holland und Herzog Stephan der Jüngere von Bayern, sowie Friedrich von Bayern-Landshut und Johann II. von Bayern-München nach jahrelangem Kampf auf Tirol zu Gunsten der Herzöge von Österreich verzichten.
Heinrich war nach dem Ableben seines Schwiegervaters Graf Alram IV. von Hals im Jahre 1331 in große Erbstreitigkeiten um die Hals'schen Besitzungen verwickelt, welche sich nach dem Tod des Grafen Johann von Hals im Jahre 1348 erneut wiederholten und verstärkten. Dies führte zum Konflikt mit Johanns Sohn Leopold von Hals. Nach einem Schiedsspruch von Burggraf Johann von Nürnberg, aus dem Hause Zollern, und Landgraf Johann von Leuchtenberg im Jahre 1350 wurde Leopold dazu verpflichtet 2000 Pfund Regensburger Pfennige dem Grafen auszuzahlen. Da er dies nicht konnte, musste er Heinrich die Herrschaften und Festen zu Haarbach, Leonsberg, Gangkofen, Geisenhausen, Baumgarten und Tann abtreten.
Nach Leopolds Ableben im Jahre 1375 und dem damit verbundenen Aussterben der Grafen von Hals, erhoffte sich Heinrich ein reiches Erbe und den Erwerb aller Hals'schen Besitzungen. Doch dagegen war Landgraf Johann von Leuchtenberg, welcher behauptete selbst ein Erbe der Besitztümer gewesen zu sein. Dieser erwirkte dank seiner Beziehungen am Herzogshaus, dass er mit den Gütern und der Grafschaft belehnt wurde.
Heinrich, Agnes und ihre Söhne versuchten nun bei Herzog Friedrich von Bayern-Landshut Gehör zu finden. So kam es dazu, dass der Landgraf die Hälfte der Besitzungen abtreten musste, jedoch nicht an den Ortenburger, sondern an den bayerischen Herzog. 1379 überließ Johann von Leuchtenberg einen Teil der Güter den Ortenburger Grafen um den jahrelangen Erbstreit zu schlichten.
Heinrich behielt jedoch diese Besitzungen nicht lange. Im Zeitraum zwischen 1378 und 1386 verkaufte er die meisten Besitzungen an die bayerischen Herzöge. Unter anderem wurde 1385 die an der Donau gelegene Ortschaft Sandbach verkauft. Damit verlor die Grafschaft Ortenburg den direkten Zugang zur Donau und war nun vom Herzogtum Bayern und dem Bistum Passau ganz umschlossen!
Am 8. April 1395 verstarb Heinrich IV., er wurde in der Passauer Sixtuskapelle beigesetzt. Nach seinem Tod kam es zur Besitzspaltung im Hause Ortenburg. Es entstanden drei Linien mit Sitzen auf den verschiedenen Schlössern und Burgen der Grafen. Sein ältester Sohn Alram I. bekam die Burg und Güter um Dorfbach bei Ortenburg, Georg I. die Burg Neu-Ortenburg und die dazugehörigen Güter und Etzel I. die Stammburg Alt-Ortenburg und den Markt Ortenburg.

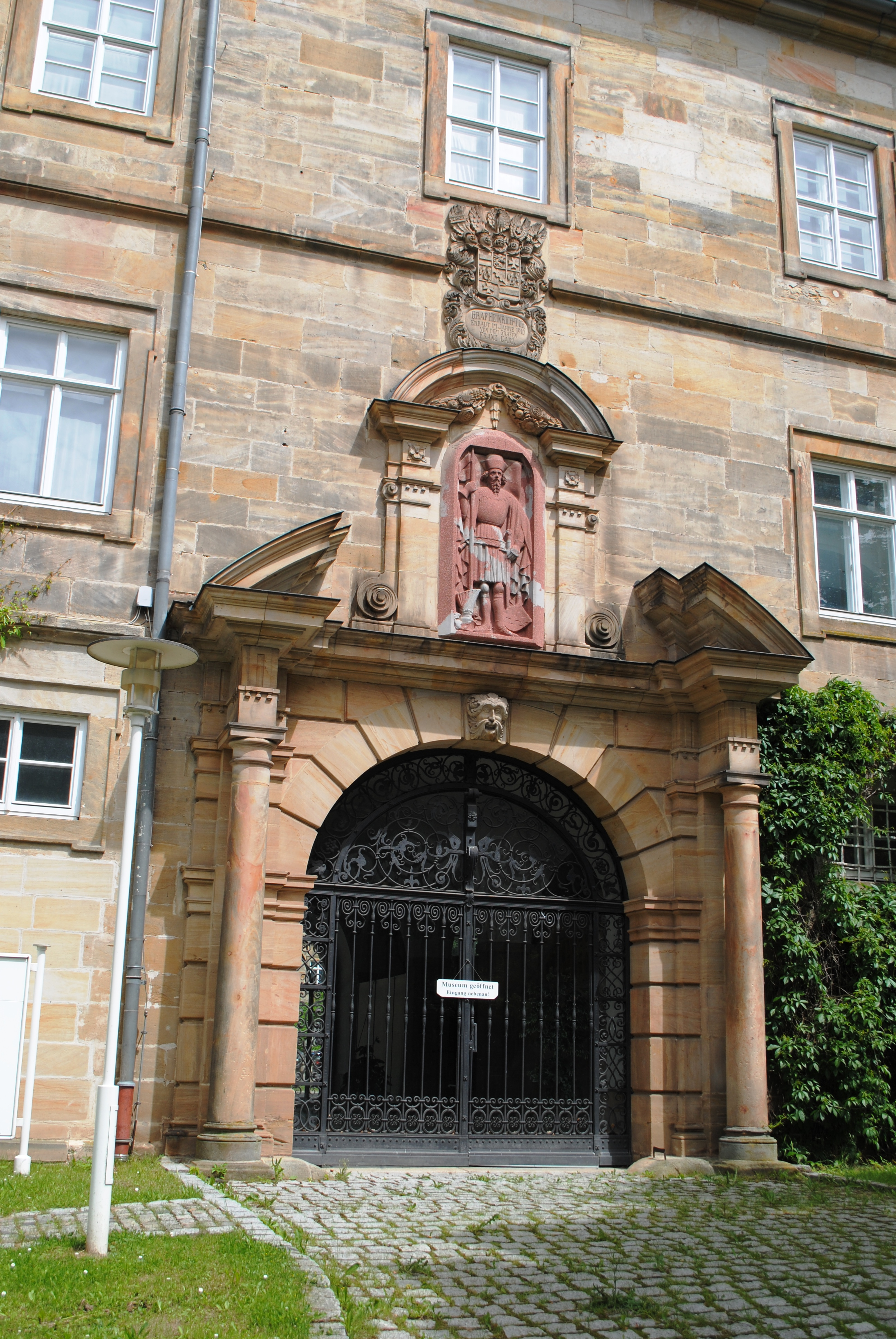
Das Heinrichstor auf Schloss Tambach nahe Coburg.

Nach Graf Heinrich IV. ist das im Jahre 1910 errichtete Heinrichstor auf Schloss Tambach benannt. Über dem Tor findet sich eine leicht abgewandelte Replik der Deckplatte seines Hochgrabes in der Passauer Sixtuskapelle.

## Nachkommen
Heinrich war mit Agnes von Hals verheiratet. Aus dieser Ehe entstammen folgende Kinder:
- Erasmus
- Alram I. Graf von Ortenburg, († 1411), ⚭ NN von Chamerau, ⚭ Barbara von Rottau[1] († 1388), ⚭ Anna
- Hadwig († 1394), ⚭ Thesaurus I. von Fraunhofen
- Georg I. Graf von Neu-Ortenburg († 4. März 1422), ⚭ Siguna von Buchberg
- Johann I. Domherr zu Passau und päpstlicher Kaplan († 1396)
- Etzel I. Graf von Ortenburg († 17. Mai 1446)